# Blåshalsen

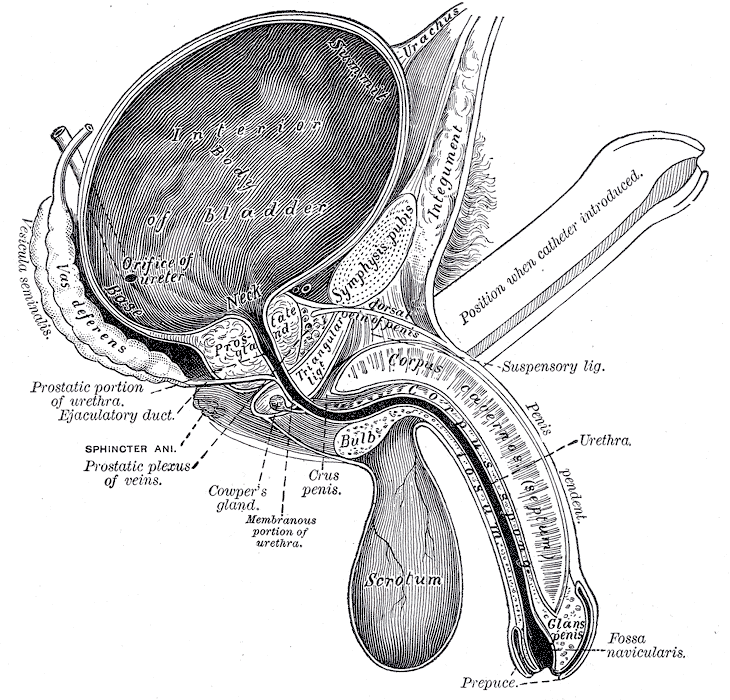
Vertikalt snitt av urinblåsa, penis samt urinrör (Blåshalsen betecknad Neck närmast urinblåsan).
Illustration: Gray's Anatomy, 1918. (PD)

Blåshalsen är den översta delen av urinröret, där det mynnar ut från urinblåsan. Blåshalsen innehåller de muskler (sfinktrar) som omger urinröret och styr urinering — normalt hindrar de urin att läcka ut från blåsan, för att vid urinering slappna av och släppa igenom urinen.

## Sjukdomar relaterade till blåshalsen
- Blåshalsförträngning
- Blåshalsstenos